# Duero
Der Duero ['dweɾo] (portugiesisch und mirandesisch Douro [ˈdoɾu] bzw. [ˈdowɾʊ]) ist der drittlängste Fluss der iberischen Halbinsel. Er entspringt in der spanischen Provinz Soria, durchfließt Nordspanien und Nordportugal und mündet bei Porto in den Atlantischen Ozean. Er ist etwa 897 Kilometer lang.

## Geographie
Der Duero entspringt in den Picos de Urbión in der nordspanischen Provinz Soria auf 2080 Meter Höhe. Er durchfließt die autonome Gemeinschaft Kastilien und León entlang der Städte Soria, Almazán, Aranda de Duero, Tordesillas und Zamora. Auf 112 km Länge bildet er die spanisch-portugiesische Grenze, an der die Flusslandschaft auf beiden Seiten in geschützten Naturparks liegt: Arribes del Duero und Douro Internacional. Von hier aus fließt er 213 km in Portugal, passiert dabei die Städte Miranda do Douro, Pinhão und Peso da Régua sowie das Weinbaugebiet Alto Douro. Bei Porto und Vila Nova de Gaia mündet der Duero in den Atlantik.
Nördlich seines Mittellaufes liegt in Portugal das Hochplateau der Serra de Aboboreira mit der Megalithanlage Chã da Parada. Im Neolithikum war das gesamte Gebiet nördlich des Duero einschließlich Galiciens ein einheitlicher Kulturraum.
Die wichtigsten rechten Zuflüsse sind in Spanien Esla, Valderaduey und Pisuerga, in Portugal der aus Galicien kommende Tâmega, der Tua und der Corgo.
Linke Zuflüsse sind Águeda, Yeltes und Tormes.
Dazu kommen eine Reihe von Flüssen mit sehr geringer Wasserführung wie der Riaza, der Duratón, der Cega, der Adaja, der Zapardiel, der Guareña und der Trabancos.

## Anthropogene Belastung
Die Belastung durch Mikroplastik im Duero ist bedenklich. In einer Studie wurden mehr MP-Partikel als Fischlarven gefunden.

## Geschichte
Der antike Name des Duero lautete Durius; Numantia war die bedeutendste Stadt an seinem Ufer.
Der Duero markierte in der frühen Phase der Reconquista bis etwa zur Auflösung des Kalifats von Córdoba (1031) das Grenzgebiet zwischen dem christlichen Norden Spaniens (Königreich Asturien/Königreich León) und al-Andalus im Süden. Hinweise auf diese ehemalige Grenze geben einige noch erhaltene maurische Wachtürme (atalayas) in der spanischen Provinz Soria sowie die Burg Peñafiel im Norden der Provinz Valladolid.

## Verkehr
Straßen führen nur sporadisch am Flussufer entlang.
Zwischen Porto und Pocinho verkehrt die portugiesische Eisenbahn auf der Linha do Douro größtenteils entlang des Flussufers. In Porto verläuft die Straßenbahnlinie 1 (Infante – Passeio Alegre) entlang des Douro-Ufers bis nah an die Mündung im Stadtteil Foz do Douro.
Von der Quelle bis zur Mündung verläuft außerdem der internationale Fernwanderweg GR 14 Senda del Duero.

### Brücken
Der Straßenverkehr kann zur Überquerung des Duero/Douro die Staumauern der Kraftwerke nutzen. Sie sind mit entsprechenden Überführungen gebaut worden. Daneben gibt es eine Reihe von Brücken für den Straßen- und Schienenverkehr. Die folgende Tabelle listet die Brücken über den schiffbaren Teil des Douro von der Mündung bis an die spanische Grenze auf.
Erläuterungen der Abkürzungen beim Typ:
- AB = Autobahnbrücke
- EB = Eisenbahn-/Straßenbahnbrücke
- FR = Fuß- und Radwegbrücke
- SB = Straßenbrücke mit Fuß- und Radweg

| Name                               | Typ    | Straßen-Nr. bzw. Eisenbahnlinie          | Gemeinde links (südlich)         | Gemeinde rechts (nördlich)         | Baujahr | Bemerkungen                                                   | Koordinaten                 | Bild |
| ---------------------------------- | ------ | ---------------------------------------- | -------------------------------- | ---------------------------------- | ------- | ------------------------------------------------------------- | --------------------------- | ---- |
| Ponte da Arrábida                  | AB     | A1                                       | Vila Nova de Gaia                | Porto                              | 1963    | Länge: 493 m                                                  | 41° 08′ 50″ N, 8° 38′ 25″ W |      |
| Ponte Dom Luís I                   | EB, SB | u. a. Linie D der Metro do Porto         | Vila Nova de Gaia                | Porto                              | 1881    | Länge: 385 m, zwei Brückenebenen                              | 41° 08′ 24″ N, 8° 36′ 34″ W |      |
| Ponte Infante Dom Henrique         | SB     | EN12                                     | Vila Nova de Gaia                | Porto                              | 2002    | Länge: 371 m                                                  | 41° 08′ 28″ N, 8° 36′ 06″ W |      |
| Ponte de Dona Maria Pia            | EB     | bis zur Stilllegung 1991: Linha do Norte | Vila Nova de Gaia                | Porto                              | 1877    | Länge: 353 m; in Betrieb bis 1991                             | 41° 08′ 23″ N, 8° 35′ 49″ W |      |
| Ponte de São João                  | EB     | Linha do Norte                           | Vila Nova de Gaia                | Porto                              | 1984    | Länge: 1140 m                                                 | 41° 04′ 47″ N, 8° 35′ 43″ W |      |
| Ponte do Freixo                    | AB     | A20, IC23                                | Vila Nova de Gaia                | Porto                              | 1995    | Länge: 750 m                                                  | 41° 08′ 20″ N, 8° 34′ 50″ W |      |
|                                    | AB     | A41, IC24                                | Sandim, Olival, Lever e Crestuma | Melres e Medas                     |         |                                                               | 41° 03′ 44″ N, 8° 27′ 32″ W |      |
| Ponte Hintze Ribeiro               | SB     | EM224                                    | Santa Maria de Sardoura          | Eja                                | 2002    | Länge: 200 m, 1. Brücke 1886 fertiggestellt, 2001 eingestürzt | 41° 04′ 44″ N, 8° 17′ 47″ W |      |
|                                    | SB     | EN224, IC35                              | Santa Maria de Sardoura          | Eja                                |         |                                                               | 41° 04′ 47″ N, 8° 17′ 42″ W |      |
| Ponte de Mosteirô                  | SB     | EN211                                    | Oliveira do Douro                | Ancede e Ribadouro                 | 1972    |                                                               | 41° 05′ 32″ N, 8° 04′ 40″ W |      |
| Ponte da Ermida                    | SB     | EN321-2                                  | Resende                          | Frende                             |         |                                                               | 41° 07′ 18″ N, 7° 56′ 26″ W |      |
| Ponte Pedonal da Régua             | FR     |                                          | Parada do Bispo e Valdigem       | Peso da Régua                      |         |                                                               | 41° 09′ 15″ N, 7° 46′ 50″ W |      |
| Ponte Rodoviária da Régua          | SB     | EN2                                      | Parada do Bispo e Valdigem       | Peso da Régua                      |         |                                                               | 41° 09′ 14″ N, 7° 46′ 54″ W |      |
| Ponte Miguel Torga                 | AB     | A24, IP3                                 | Parada do Bispo e Valdigem       | Peso da Régua                      |         |                                                               | 41° 09′ 09″ N, 7° 46′ 38″ W |      |
| Ponte do Pinhão                    | SB     | ER323                                    | Ervedosa do Douro                | Pinhão                             |         |                                                               | 41° 11′ 17″ N, 7° 32′ 34″ W |      |
| Ponte Ferroviária de Ferradosa     | EB     | Linha do Douro                           | Vale de Figueira                 | Lavandeira, Beira Grande e Selores | 1980    | Länge: 375 m                                                  | 41° 08′ 41″ N, 7° 20′ 02″ O |      |
| Ponte Almirante Sarmento Rodrigues | SB     | EN221                                    | Barca d’Alva                     | Ligares                            | 1967    |                                                               | 41° 01′ 45″ N, 6° 56′ 29″ W |      |

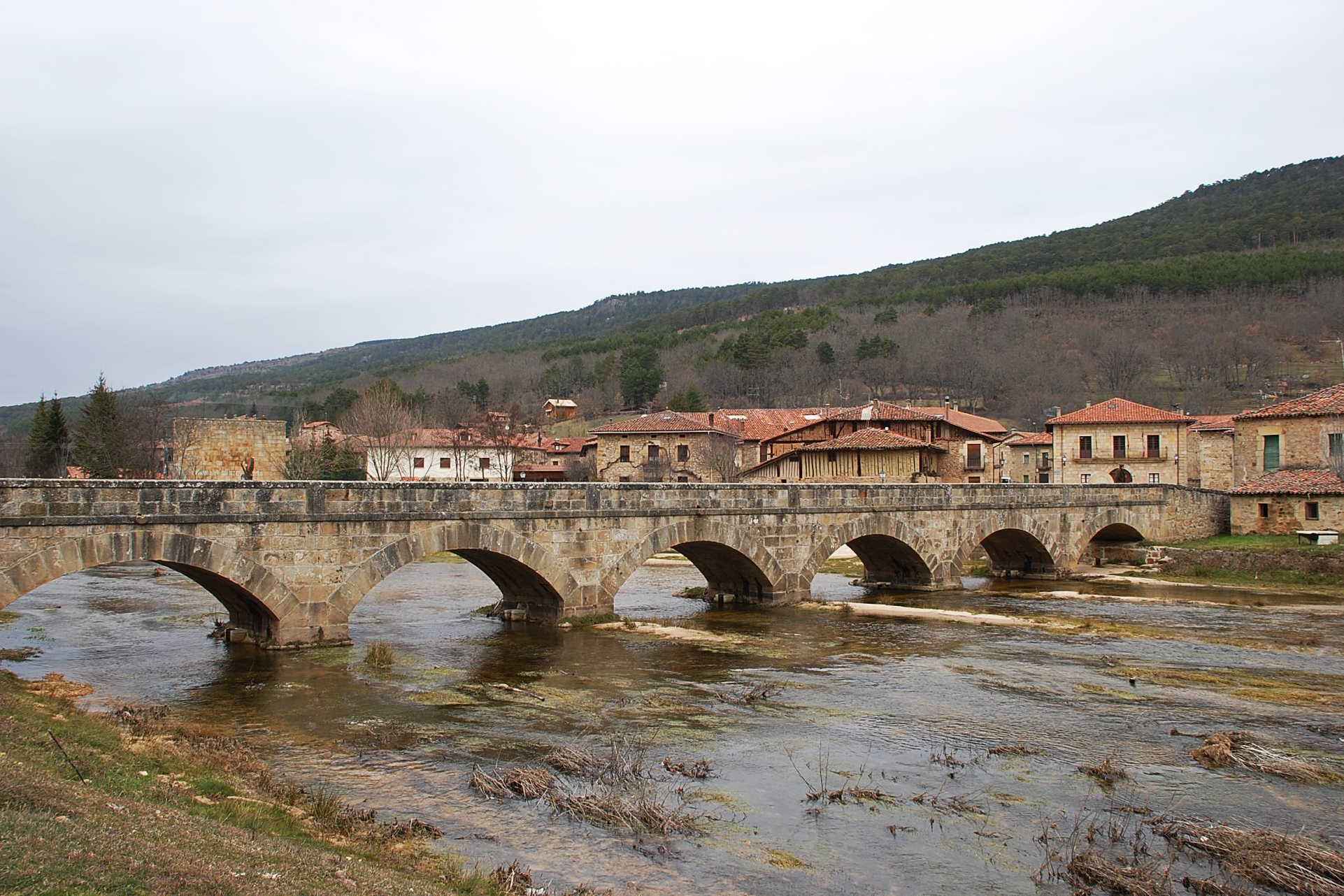
Oberlauf des Duero bei Salduero

In dem Abschnitt, in dem der Duero/Douro Grenzfluss zwischen Spanien und Portugal ist, gibt es keine Brücken. Hier können nur die Übergänge an den Kraftwerken genutzt werden. Im nicht schiffbaren spanischen Teil des Duero gibt es insbesondere in Städten wie Zamora und Tordesillas sowie größeren Orten Brücken über den Fluss.

### Schifffahrt

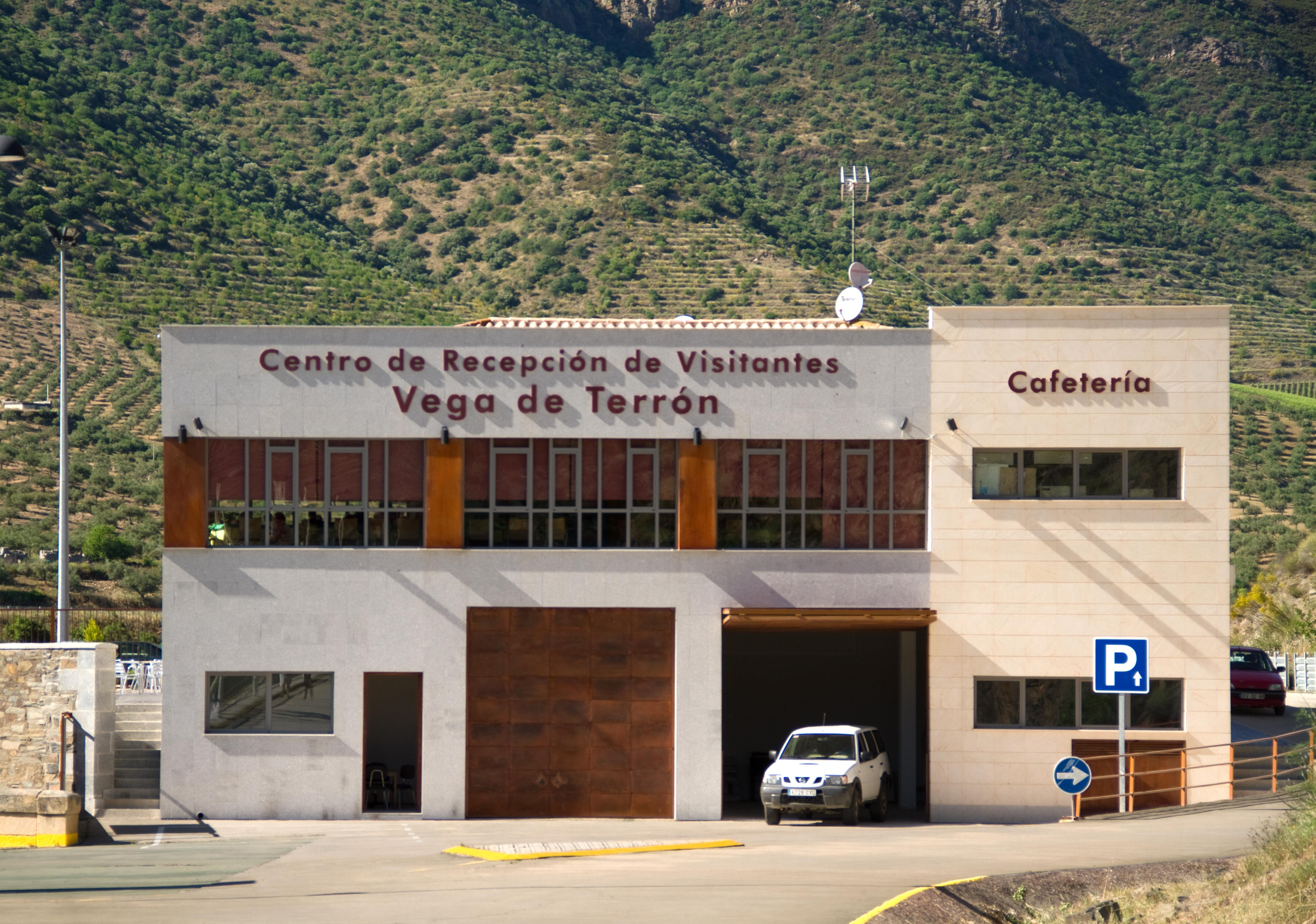
Östliches Ende der Wasserstraße in Vega Terrón, Spanien

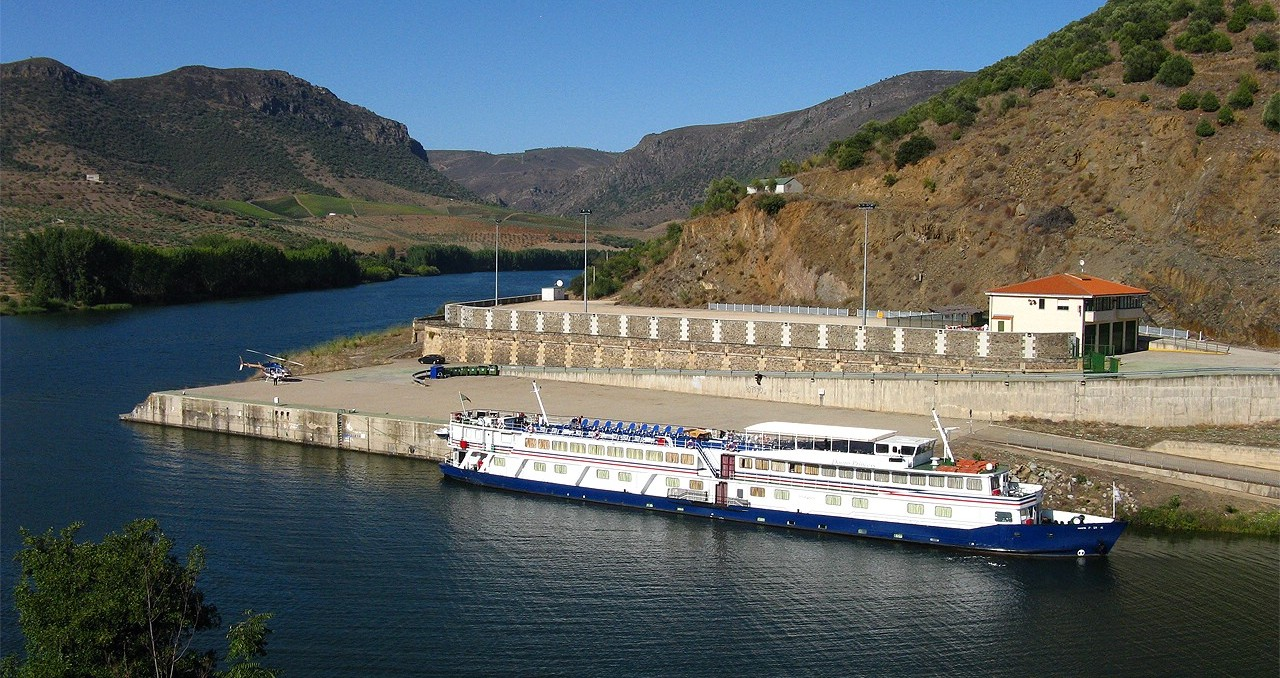
Schiff am Pier von Águeda

Es gibt Belege für die Nutzung des Duero als Schifffahrtsweg bis in die Zeit der römischen Besatzung. Heute ist der Duero fast nur auf portugiesischem Gebiet schiffbar. Von seiner Mündung bis zur Grenzregion bei Vega Terrón ist er auf einer Länge von 210 Flusskilometern durch Schleusen an den Staustufen der fünf Wasserkraftwerke für Wasserfahrzeuge bis 83 m Länge, bis 11,40 m Breite und einem Tiefgang von bis zu 3,80 m schiffbar. Die weiter flussaufwärts befindlichen Staustufen sind nicht mit Schleusen versehen und daher für Schiffe nicht passierbar.
| Name                 | Baujahr | Duero-Kilometer | max. Fall-Höhe [m] | Nutz-Länge [m] | Nutz-Breite [m] |
| -------------------- | ------- | --------------- | ------------------ | -------------- | --------------- |
| Schleuse Pocinho     | 1983    | 180,5           | 22,0               | 83             | 11,4            |
| Schleuse Valeira     | 1976    | 145,0           | 33,0               | 83             | 11,4            |
| Schleuse Régua       | 1973    | 105,0           | 28,5               | 83             | 11,4            |
| Schleuse Carrapatelo | 1971    | 065,0           | 35,0               | 87             | 11,4            |
| Schleuse Crestuma    | 1986    | 021,5           | 13,9               | 83             | 11,4            |

Die Mündung des Douro wird am Nordufer vom Forte de São João Batista da Foz bewacht. Mit dem Bau des ersten einfachen Bastionsbauwerks wurde 1570 begonnen. Mitte des 17. Jahrhunderts wurde eine deutlich stärkere Anlage errichtet, die in ihren Strukturen noch heute zu sehen ist. Bereits 1527 wurde in der Nähe der Leuchtturm Farol de São Miguel-o-Anjo in Betrieb genommen. Er ist der älteste erhaltene portugiesische Leuchtturm und war bis 1882 in Betrieb. Der Leuchtturm erhielt 1852 als Anbau einen Turm mit drei Stockwerken, der als Telegrafenstation diente. Einige Meter weiter am Ufer befinden sich ein kleines Lotsenhaus und ein Mareograf, beide ebenfalls nicht mehr in Betrieb.
Für die Schifffahrt ist die Mündung des Douro von Süden und Norden durch zwei Molen begrenzt, die an ihren Enden Molenfeuer tragen. Ein Richtfeuer leitet die Schifffahrt bei Nacht in den Fluss.

## Wirtschaft

### Weinbau
Von der spanisch-portugiesischen Grenze bis Mesão Frio bildet die Gegend um den Duero die Weinregion Alto Douro, das streng abgegrenzte Anbaugebiet des Portweins. In früheren Zeiten wurden die Fässer aus dieser Region und ihrem historischen Zentrum Peso da Régua auf Booten bis in die Portweinkellereien in Vila Nova de Gaia und Porto mit Rabelos verschifft. Alto Douro wurde 1756 das weltweit erste geschützte Weinbaugebiet und zählt seit 2001 zum Weltkulturerbe der UNESCO. Neben dem Portwein sind hier auch die Rotweine von Bedeutung.
Auf spanischer Seite liegt bei Aranda de Duero das Weinbaugebiet Ribera del Duero, in dem vor allem Tempranillo-Rotwein angebaut wird.

### Kraftwerke und Stauseen
Flussabwärts gesehen wird der Duero für die folgenden Kraftwerke zu den gleichnamigen Stauseen aufgestaut:
| Kraftwerk       | Betreiber | Max. Leistung (MW) | Stausee         | Oberfläche (km²) | Volumen (Mio. m³) |
| --------------- | --------- | ------------------ | --------------- | ---------------- | ----------------- |
| Cuerda del Pozo | Iberdrola | 7                  | Cuerda del Pozo | 21,76            | 229               |
| Los Rábanos     | Iberdrola | 4                  | Los Rábanos     | 0,98             | 8                 |
| San José        |           | 2,2                | San José        | 1,92             | 5,5               |
| Villalcampo     | Iberdrola | 206                | Villalcampo     | 4,45             | 66                |
| Castro          | Iberdrola | 190                | Castro          | 1,8              | 27                |
| Miranda         | EDP       | 390                | Miranda         | 1,2              | 28                |
| Picote          | EDP       | 426                | Picote          |                  | 63                |
| Bemposta        | EDP       | 401                | Bemposta        | 4,05             | 129               |
| Aldeadávila     | Iberdrola | 1.139              | Aldeadávila     | 3,68             | 114,3             |
| Saucelle        | Iberdrola | 525                | Saucelle        |                  |                   |
| Pocinho         | EDP       | 186                | Pocinho         | 8,29             | 83                |
| Valeira         | EDP       | 216                | Valeira         | 7,95             | 97                |
| Régua           | EDP       | 156                | Régua           | 8,5              | 95                |
| Carrapatelo     | EDP       | 201                | Carrapatelo     | 9,52             | 148,4             |
| Crestuma-Lever  | EDP       | 108                | Crestuma-Lever  | 12,98            | 110               |

## Fotos

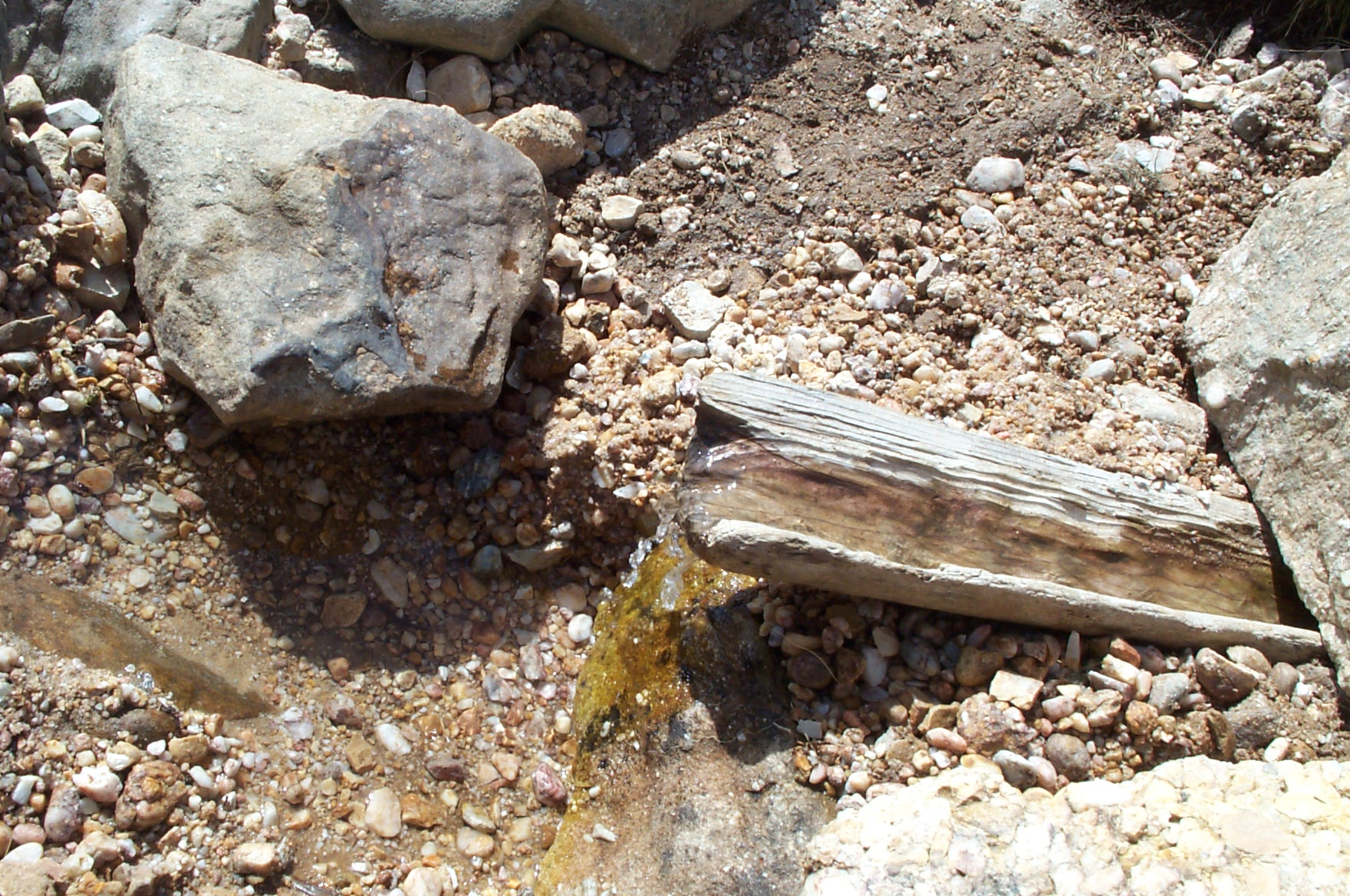
Spanischer Teil des Duero, Quelle
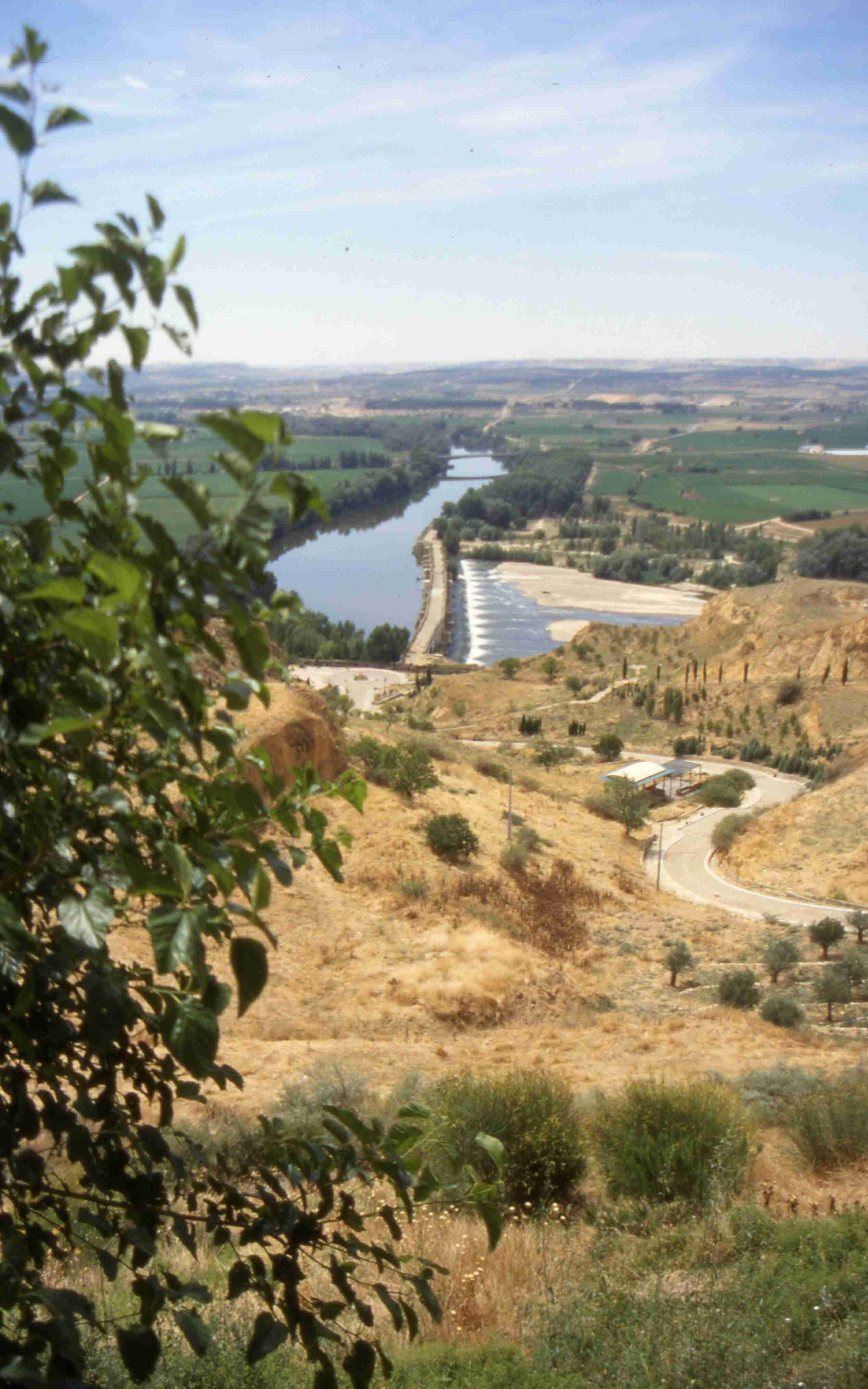
Spanischer Teil des Duero bei Toro
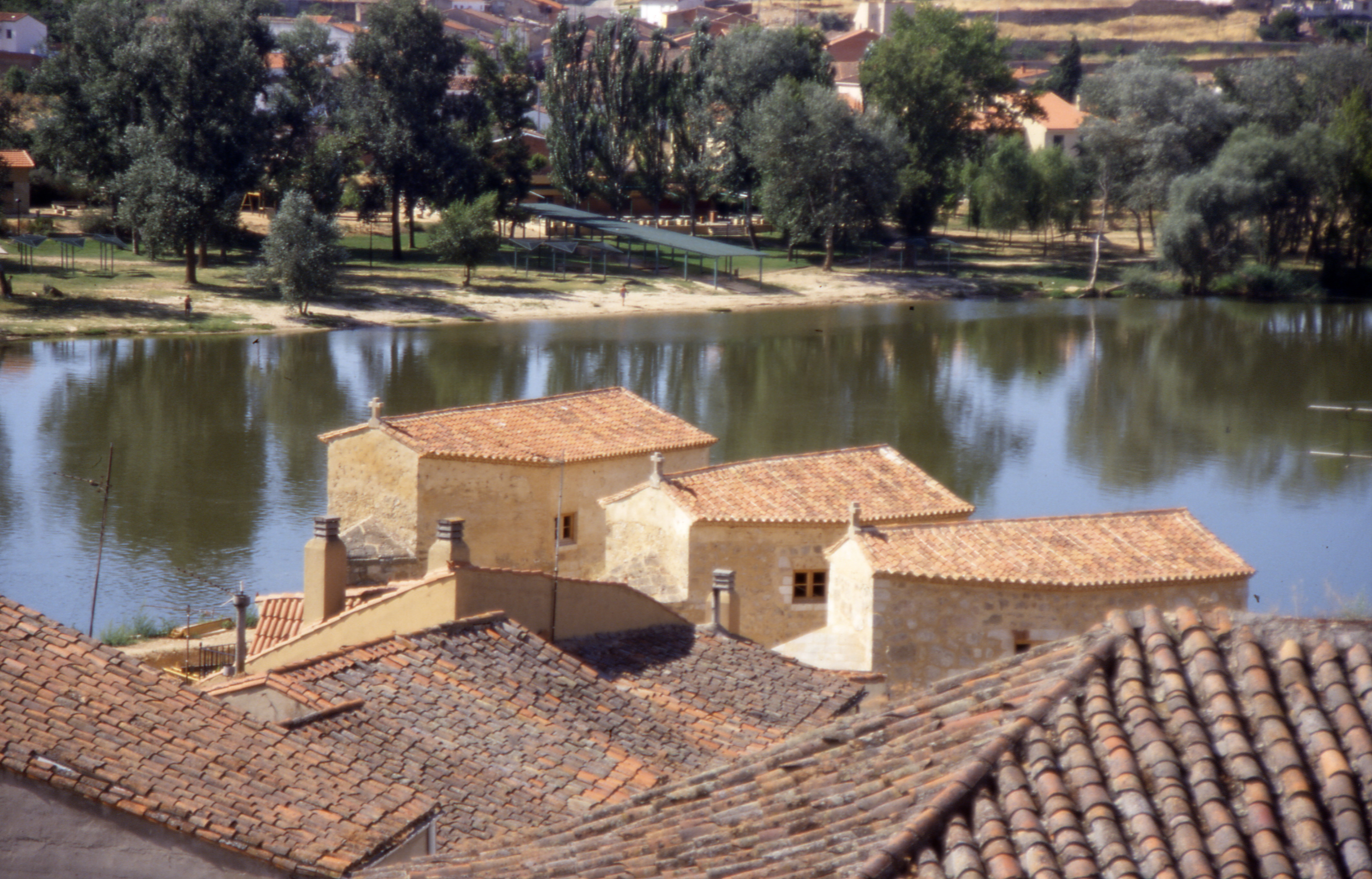
Spanischer Teil des Duero bei Zamora
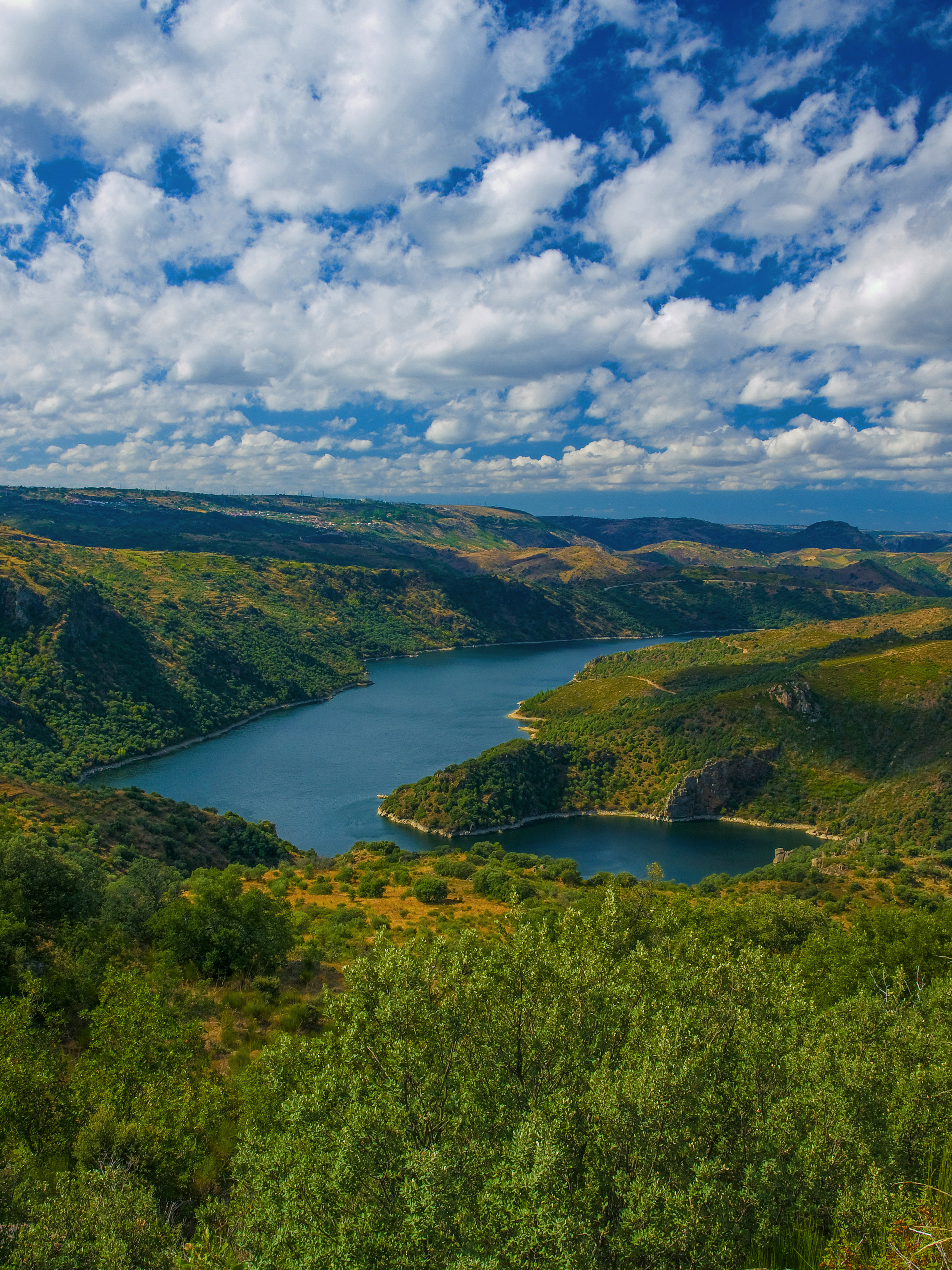
Internationaler Teil des Duero, Naturpark Arribes del Duero bei Fermoselle (Spanien)
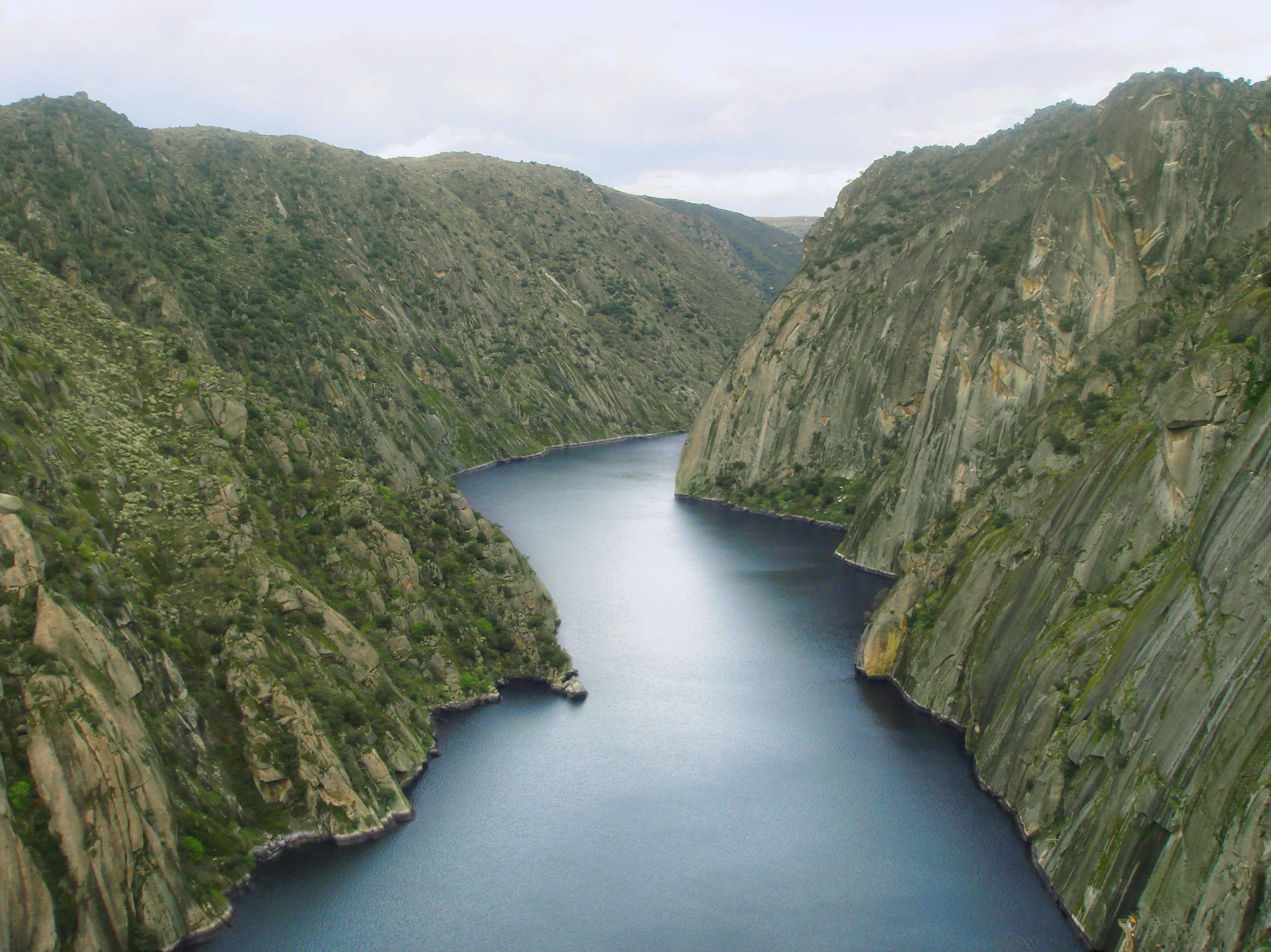
Internationaler Teil des Duero vom Staudamm bei Aldeadávila de la Ribera (Spanien)
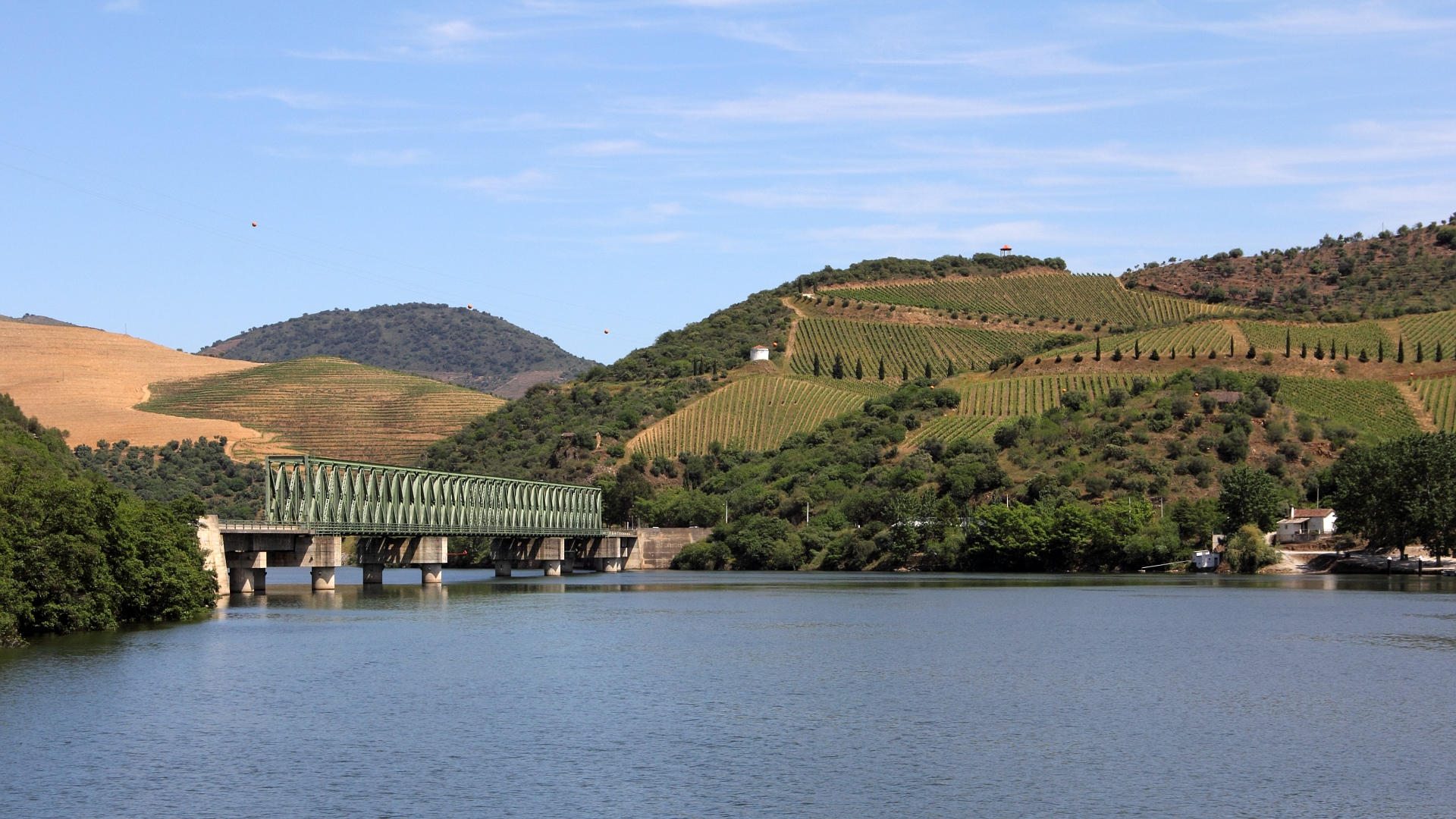
Portugiesischer Teil des Douro mit der Eisenbahnbrücke bei Ferradosa
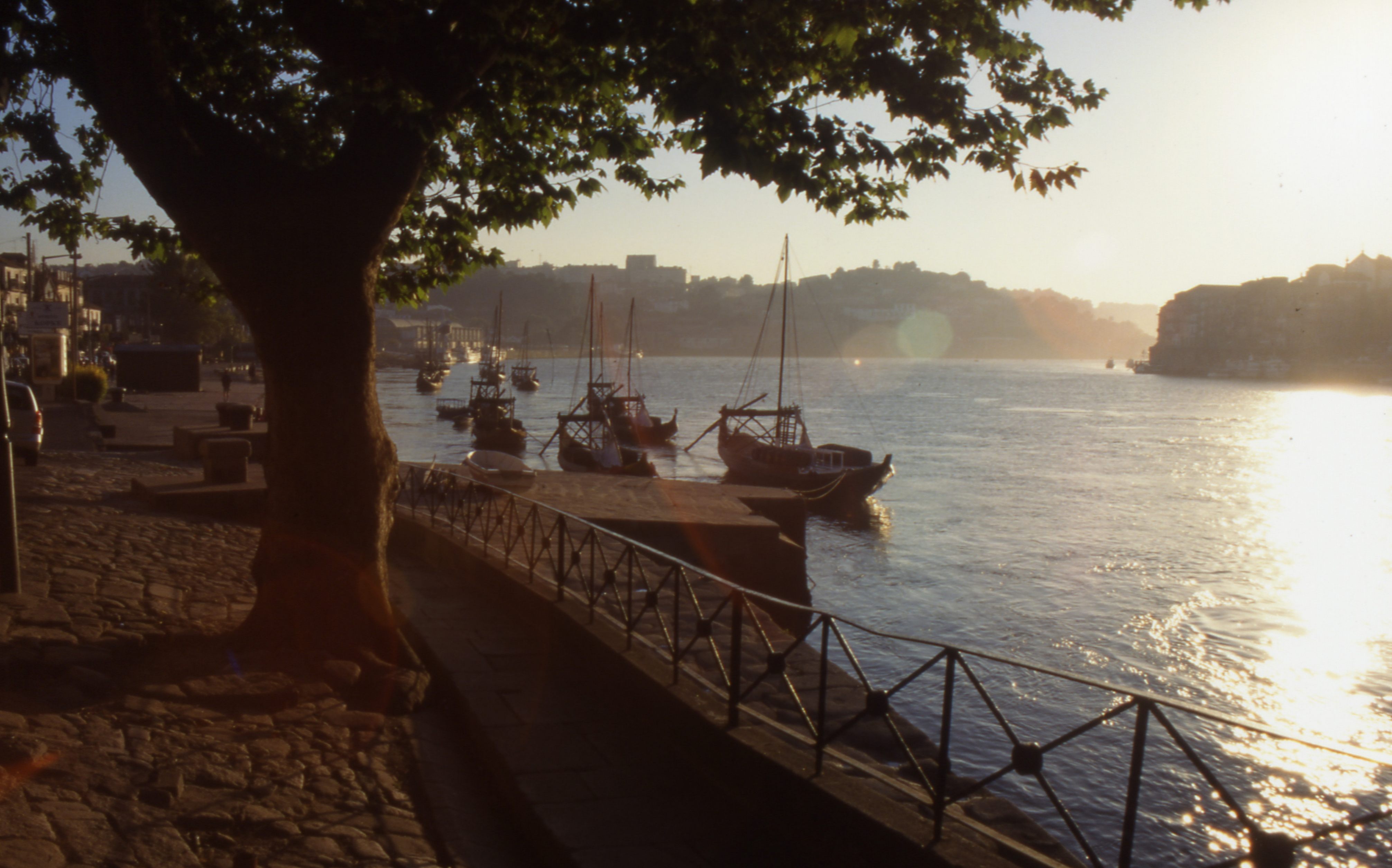
Portugiesischer Teil des Douro bei Porto
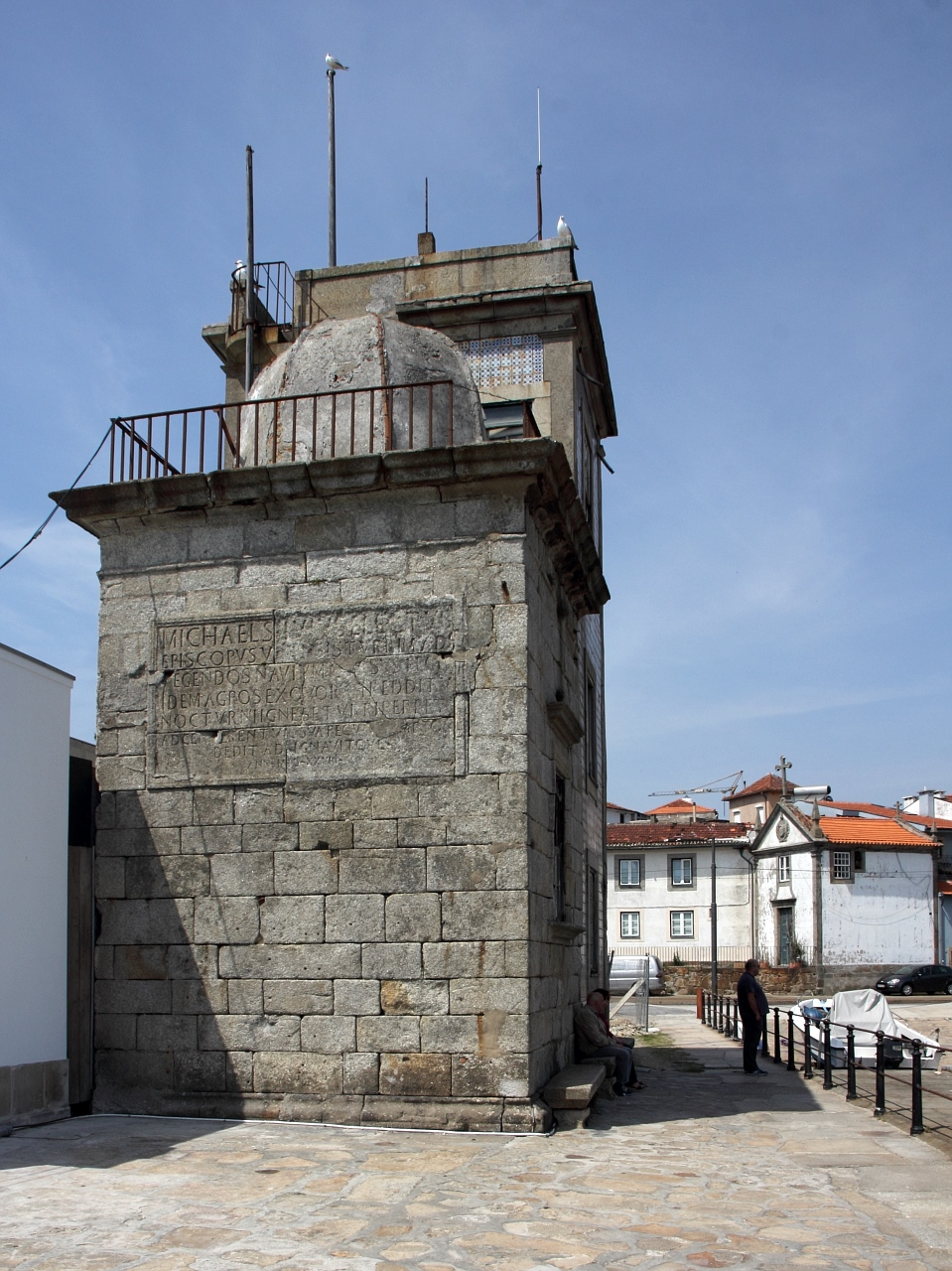
Mündungsbereich: Farol de São Miguel-o-Anjo, dahinter Telegrafenturm
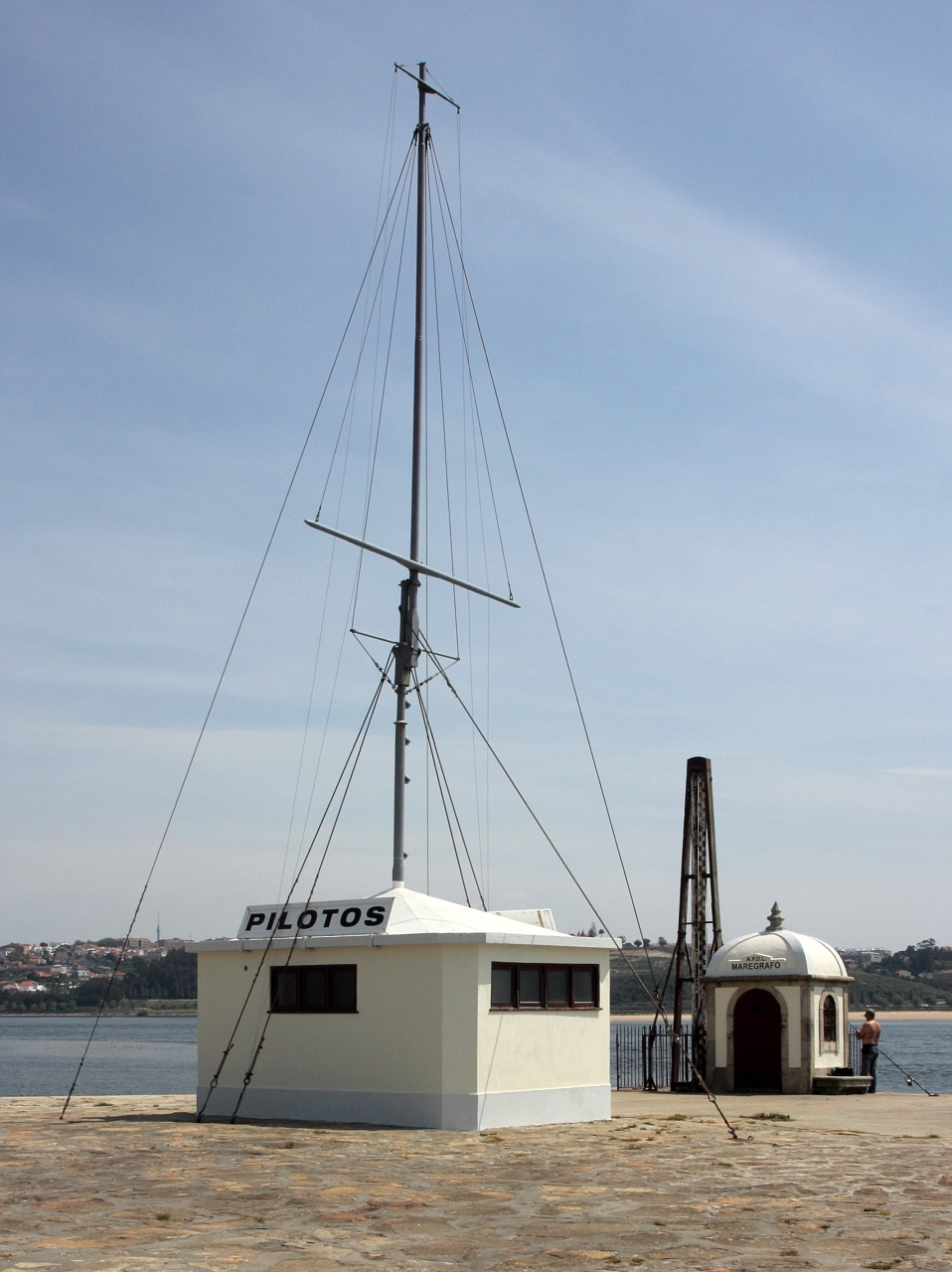
Mündungsbereich: Lotsenhaus und Mareograf
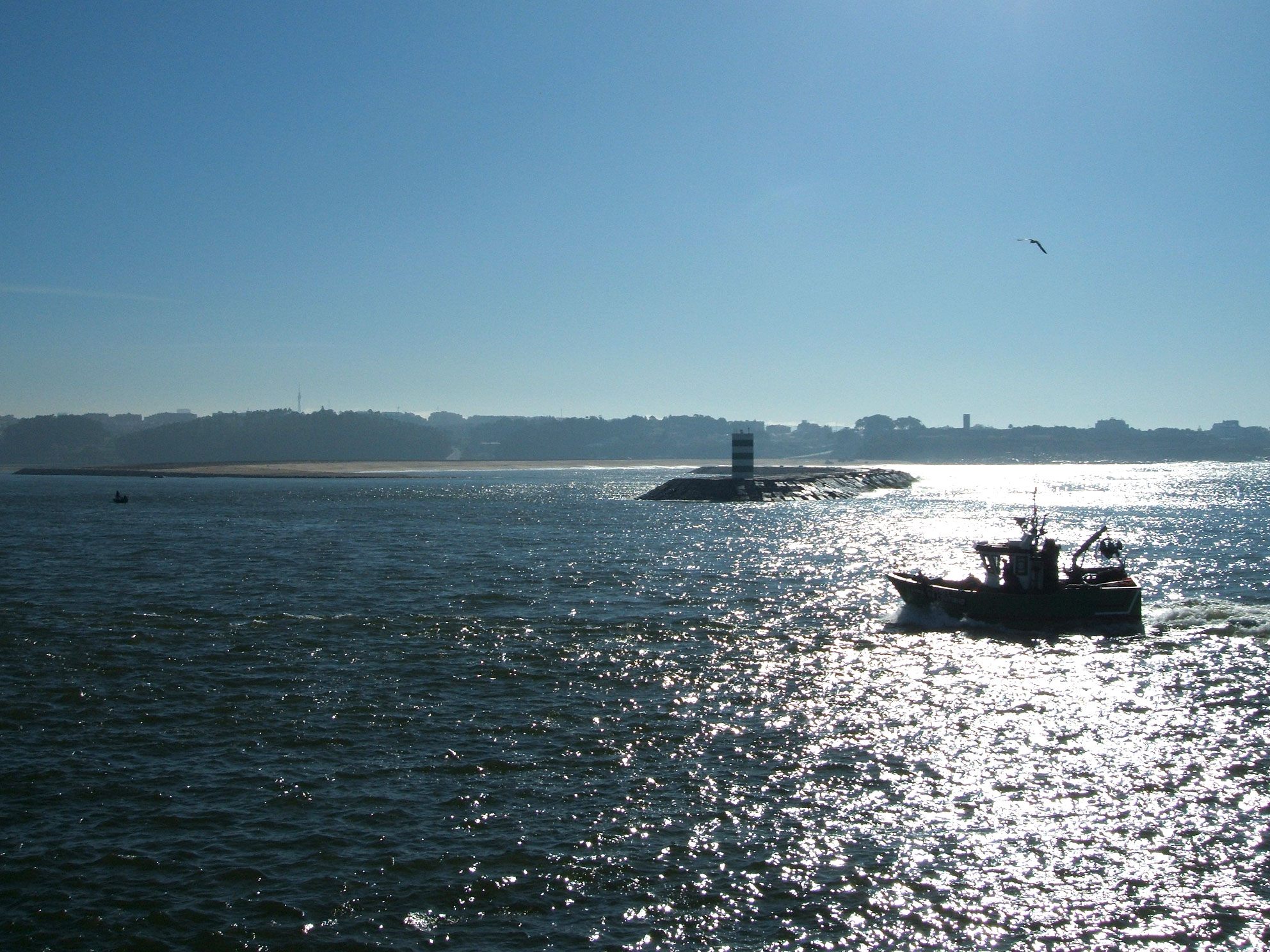
Portugiesischer Teil des Douro, Mündung in den Atlantik.

## Orte am portugiesischen Douro-Abschnitt
- Miranda do Douro
- Barca d’Alva
- Vila Nova de Foz Côa
- São João da Pesqueira
- Lamego
- Peso da Régua
- Pinhão
- Gondomar
- Vila Nova de Gaia
- Porto